# Manfred Bogisch
Manfred Bogisch (* 15. April 1933 in Forst (Lausitz); † 5. März 2020 in Bad Freienwalde (Oder)) war ein deutscher Historiker und Parteifunktionär der Liberal-Demokratischen Partei Deutschlands und des Bundes Freier Demokraten.

## Leben und Wirken
Bogisch trat 1957 in die DDR-Blockpartei LDPD ein und arbeitete ab 1961 hauptamtlich im Parteiapparat.
1969 wurde er mit der zusammen mit Rudolf Agsten vorgelegten Arbeit Die Herausbildung der antifaschistischen und antiimperialistischen Grundhaltung bei den Mitgliedern der LDPD (von der Parteigründung bis zum 1. Parteitag im Juli 1946) an der Martin-Luther-Universität Halle-Wittenberg zum Dr. phil. promoviert. Die Dissertation enthält umfangreiches Quellenmaterial, die Autoren bauten in ihren späteren gemeinsamen Arbeiten auf diesem Grundlagenwerk auf. Seine Promotion B zum Dr. sc. phil. erfolgte 1976 auf Basis der zusammen mit Agsten verfassten Schrift Die LDPD auf dem Weg in die DDR. Zur Geschichte der LDPD in den Jahren 1946–1949 durch die Akademie der Wissenschaften zu Berlin.
Manfred Bogisch war von 1981 bis 1990 Wissenschaftlicher Mitarbeiter und Persönlicher Referent des LDPD-Vorsitzenden Manfred Gerlach und ab 1990 in gleicher Funktion beim BFD-Vorsitzenden Rainer Ortleb tätig. Nach der Wiedervereinigung arbeitete er im Wirtschaftsministerium von Mecklenburg-Vorpommern.
Der SPD-Politiker Frank Bogisch ist sein Sohn.
Ein Nachlass mit Aktenmaterial zu Manfred Bogischs wissenschaftlicher Tätigkeit und seinem Wirken als Parteifunktionär befindet sich in der Stiftung Archiv der Parteien und Massenorganisationen der DDR im Bundesarchiv (SAPMO).

## Schriften
Monografien
- mit Stefan Zagrodnik, Johannes Zelt: Tradition und Gegenwart. Urania, Leipzig 1962.
- mit Wolfgang Tenzler: Die richtige Seite. Bürgerliche Stimmen zur Arbeiterbewegung. Der Morgen, Berlin 1969.
- mit Rudolf Agsten: Entscheidung für die Zukunft. Die LDPD im Kampf um die Festigung der antifaschistisch-demokratischen Ordnung und ihre Rolle bei der Gründung der DDR. Der Morgen, Berlin 1969.
- mit Rudolf Agsten: Bürgertum am Wendepunkt. Die Herausbildung der antifaschistisch-demokratischen und antiimperialistischen Grundhaltung bei den Mitgliedern der LDPD 1945/1946. Dissertation. Universität Halle 1969. Der Morgen, Berlin 1970.
- mit Rudolf Agsten: LDPD auf dem Weg in die DDR. Zur Geschichte der LDPD in den Jahren 1946–1949. Promotion B. Akademie der Wissenschaften der DDR 1976. Der Morgen, Berlin 1974.
- Handwerk und Gewerbe in der Politik der LDPD. Fünf Beiträge zur Geschichte der LDPD. Der Morgen, Berlin 1979.
- mit Rudolf Agsten: Zur Geschichte der LDPD 1949–1952. 2 Teile. Der Morgen, Berlin 1982.
- (Mitautor): Deutsche Demokraten. Die nichtproletarischen demokratischen Kräfte in der deutschen Geschichte 1830 bis 1945. Hrsg. von Dieter Fricke. 2. Auflage. Akademie, Berlin 1982.
- Martin Luther in den Kämpfen seiner Zeit. Der Morgen, Berlin 1983.
- mit Rudolf Agsten, Wilhelm Orth: LDPD 1945–1961 – im festen Bündnis mit der Arbeiterklasse und ihrer Partei. Der Morgen, Berlin 1985.
- Die LDPD und die Staatskrise 1989/90 (= Hefte zur DDR-Geschichte. 87). Helle Panke, Berlin 2004.
- Illusionen. Enttäuschungen. Vereinnahmung. Zur Politik der ostdeutschen Liberalen im Anschlussjahr 1990 (= Hefte zur DDR-Geschichte. 96). Helle Panke, Berlin 2005.
- „… wir sollten uns nicht fürchten, mit unseren Forderungen an die Öffentlichkeit zu treten.“ Die LDPD im Umfeld des 17. Juni 1953 (= Hefte zur DDR-Geschichte. 104). Helle Panke, Berlin 2006.
- Gemeinsam für eine neue deutsche Republik. LDPD und SED 1945 bis 1948. Schkeuditzer Buchverlag, Schkeuditz 2009, ISBN 978-3-935530-76-7.
- Die LDPD und das Ende der DDR. Dietz, Berlin 2009, ISBN 978-3-320-02175-7.
- SED-Hegemonialpolitik contra Blockdemokratie. Anmerkungen zur Geschichte der Sowjetischen Besatzungszone 1948/49 (= Hefte zur DDR-Geschichte. 126). Helle Panke, Berlin 2011.

Herausgaben
- LDPD in der Übergangsperiode 1945–1961. Dokumente. 2 Teile. Der Morgen, Berlin 1976.
- Johannes Dieckmann: Dokumente, Reden, Aufsätze. Der Morgen, Berlin 1982.
- Wilhelm Külz: Aus Reden und Aufsätzen. Der Morgen, Berlin 1984.
- LDPD im Sozialismus 1961–1971. Dokumente. Der Morgen, Berlin 1984.
- LDPD in den 70er Jahren. Dokumente. Der Morgen, Berlin 1987, ISBN 3-371-00101-6.